# Râul Racovăț
Racovățul (în ucraineană Раковець, transliterat: Rakoveț) este un râu din nordul Republicii Moldova, cu o mică porțiune (de izvorâre) în regiunea Cernăuți din Ucraina. Este un afluent de stânga al Prutului. Își are izvoarele situate în comuna Gvăzdăuți din raionul Secureni al regiunii Cernăuți și în împrejurimile nordice ale satului moldovenesc Clocușna. Lungimea râului e de 67 km, iar suprafața bazinului de 795 km².
În valea acestui râu sunt situate localitățile (de la nord-est la sud-vest) Clocușna, Hădărăuți, Corestăuți, Stălinești, Mărcăuți, Bălcăuți, Halahora de Sus, Halahora de Jos, Tîrnova, Gordinești, Buzdugeni, Brînzeni și Corpaci. Râul își varsă apele în Prut la extremitatea de nord a împrejurimilor satului Corpaci.
Valea râului întretaie mai multe recife toltrice, formând numeroase defilee adânci și înguste, care au fost declarate monumente ale naturii. Malurile râului cu grote și peșteri, acoperite pe alocuri cu păduri, formează landșafturi naturale pitorești pe o distanță de 25-30 de km, începând la nord de satul Gordinești și finalizând la vărsarea Racovățului în Prut, între localitațile Corpaci si Bădragii Vechi. 
În valea râului sunt înregistrate două arii naturale protejate: rezervația peisagistică „La Castel” și monumentul geologic defileul Buzdugeni.

## Galerie

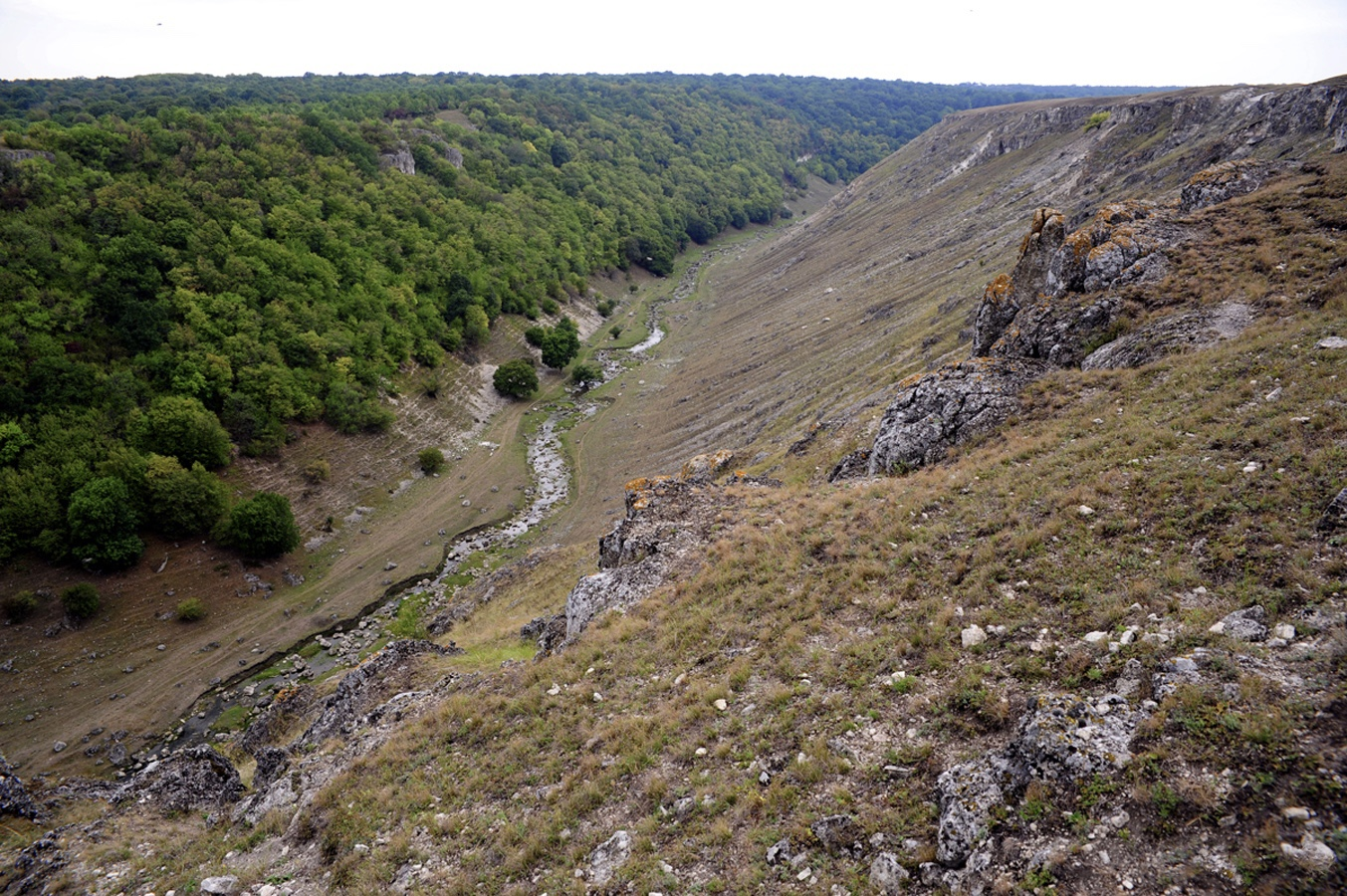
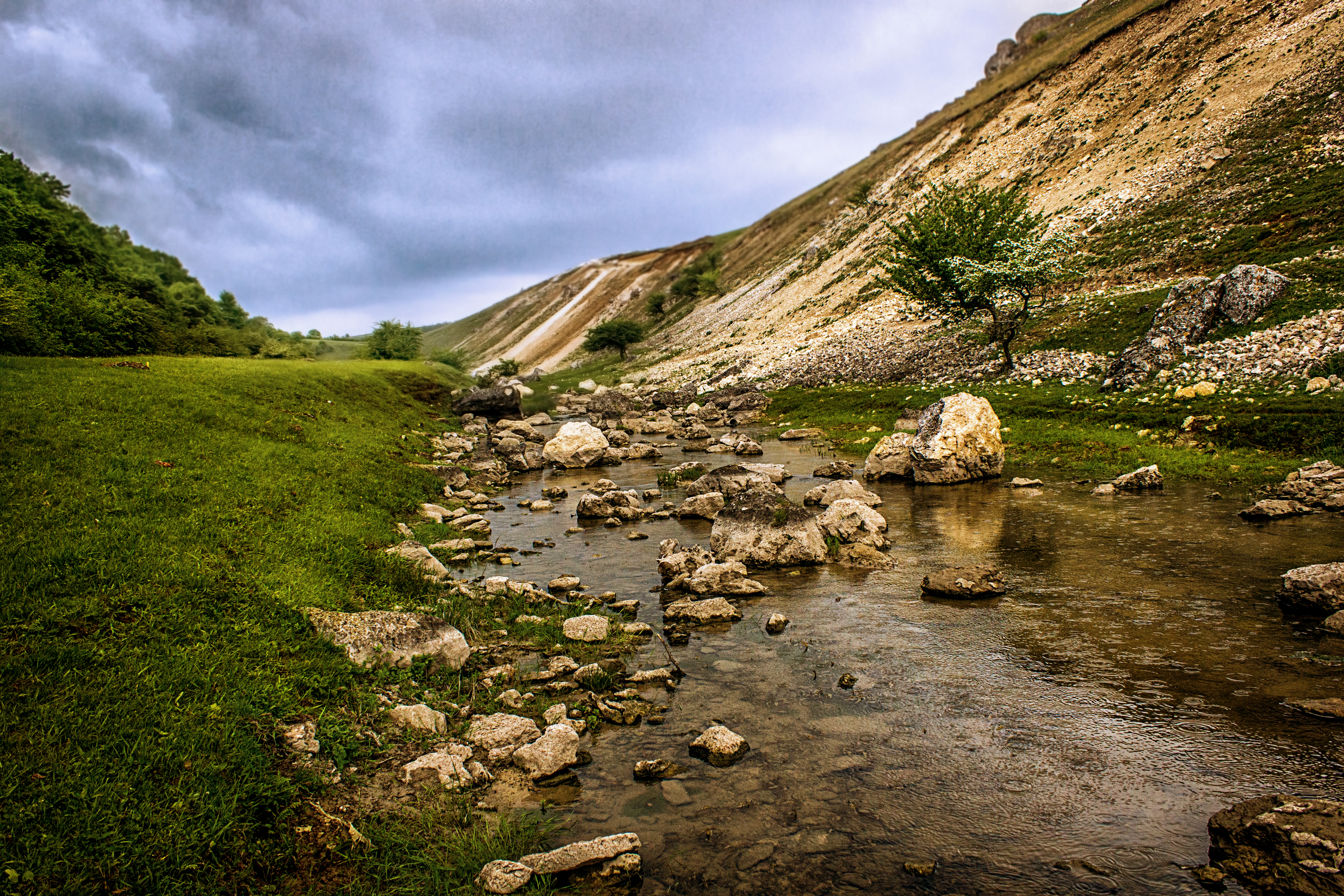
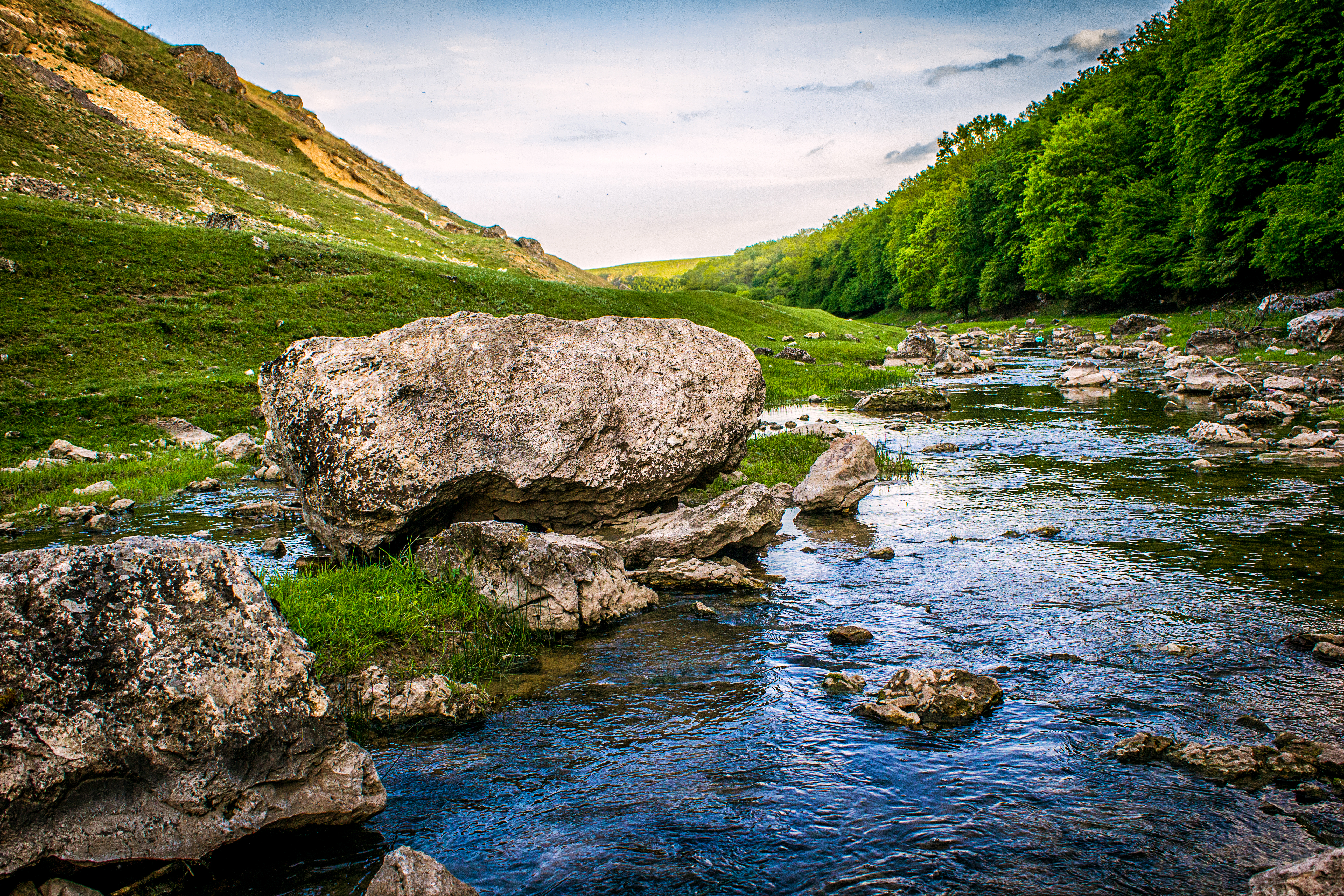
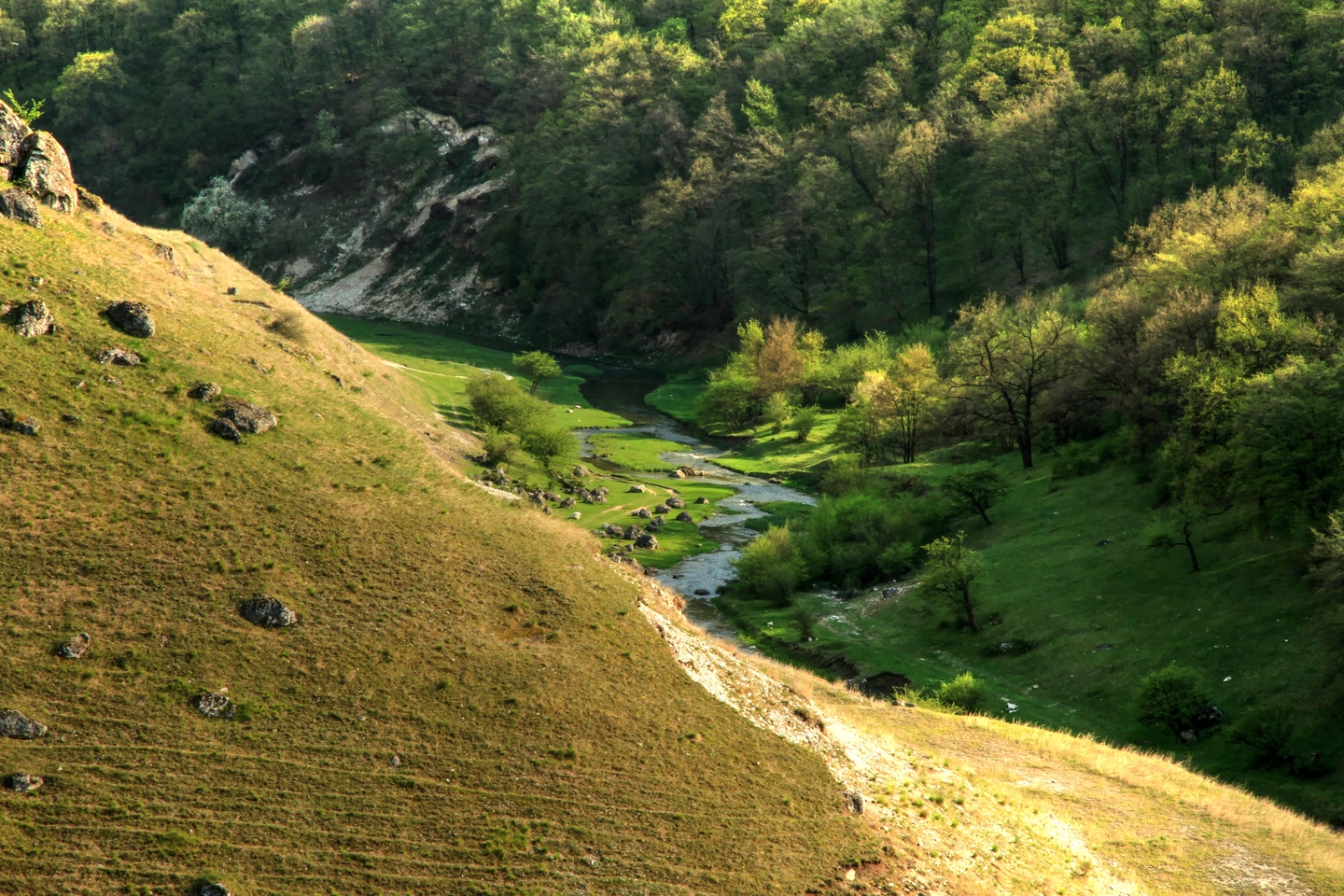